# Szolikamszki járás

A Szolikamszki járás a Permi határterületen

A Szolikamszki járás (oroszul Соликамский район) Oroszország egyik járása a Permi határterületen. Székhelye Szolikamszk.

## Népesség
- 1989-ben 19 450 lakosa volt.
- 2002-ben 18 333 lakosa volt, melynek 89,8%-a orosz, 1,8%-a komi-permják, 1,6%-a ukrán nemzetiségű.
- 2010-ben 17 165 lakosa volt, melyből 15 753 orosz, 204 komi, 197 tatár, 174 ukrán, 145 német stb.